# Bayonetta
Bayonetta (яп. ベヨネッタ) — відеогра жанру слешера, розроблена компанією PlatinumGames у співпраці з видавцем Sega для платформ PlayStation 3 і Xbox 360. Керівником розробки гри є Хідекі Камія, який брав участь у створенні таких ігор, як Devil May Cry, Resident Evil 2, Okami і Viewtiful Joe. Вирізняється значною часткою гумору та пародій на інші ігри свого жанру.
Дія гри розгортається у вигаданому європейському місті Вігрід, головною героїнею гри є відьма Байонетта, яка, прокинувшись після 500-річного сну без пам'яті, шукає інформацію про своє минуле. При розробці героїні Байонетти розробники керувалися сучасною стилістикою і модою, а композитори написали саундтрек у величному і феміністичному стилі.
Розробка гри почалася в січні 2007 року. В Японії гра вийшла 29 жовтня 2009, а в усьому іншому світі — у січні 2010 року. Гра рекламувалася за допомогою роликів на телебаченні під музику японської попспівачки MiChi, теми для браузера Google Chrome, арт-бука, і саундтрека. У Сполучених Штатах і Великій Британії в рекламних роликах використовувалася пісня гурту La Roux «In for the kill (Skream's Let's Get Ravey Remix)». Позитивними сторонами гри критики назвали її просте управління, швидкий темп, битви з босами, уповільнення часу або «Witch Time» і дизайн персонажів і рівнів. У 2013 на основі гри було створено манґу та аніме-фільм.

## Ігровий процес
Bayonetta — однокористувацька 3D гра в жанрі екшен та hack and slash від третьої особи. Головною героїнею є відьма Байонетта, яка за допомогою рукопашного бою, холодної зброї і стрілянини знищує різноманітних ворогів. Цілі можуть бути «захоплені», тоді прицілювання на них відбувається автоматично. Спеціальна можливість Witch Time дозволяє виконувати ті ж дії прискорено, а також бігати по воді. Активується вона при ухилянні від атак. Впродовж гри відкриваються й інші можливості. Torture Attack дає можливість розправлятися з ворогами різними знаряддями, що колись були призначені для страти відьом. Wicked Weave прикликає демонічні породження у вигляді чудовиськ або величезних рук і ніг, які допомагають в знищенні противників. Infernal Demons прикликає на бік Байонетти особливо сильних демонів, але прикликання вимагає виконання правильних комбінацій, в протилежному випадку демон нападе на саму відьму.
З переможених ворогів чи розбитих предметів інколи випадають корисні предмети, такі як зброя або предмети, що підвищують максимум здоров'я і магії. Німби, що дістаються таким самим чином, виконують роль валюти для покупки інших предметів в торговця в барі «Ворота Пекла». Здоров'я поповнюється предметами у вигляді льодяників. Частину предметів можна створити з попередньо знайдених інгредієнтів. Між главами є мінігра «Angel Attack», в якій гравець використовує аркадні кулі (Arcade Bullets), знайдені в головних рівнях, щоб стріляти в ангелів, і заробляти за це очки. Ці очки, і очки зароблені за збір німбів, можна витрачати на придбання корисних предметів. У грі є п'ять рівнів складності; два найбільш легких дозволяють управляти персонажем за допомогою однієї клавіші, що подібно режиму «Kamiya» з гри Devil May Cry.
Після проходження ігрового рівня вираховується статистика і рахунок з медалями (кам'яною, бронзовою, срібною, золотою, платиновою або з чистої платини), який понижається при смерті Байонетти і використанні предметів.

## Сюжет

### Передісторія
Колись існували два клани, що зберігали баланс між Темрявою і Світлом в світі: «Умбра» — послідовники Темряви, відьми, і їхні колеги, «Люмен» — послідовники Світла, мудреці. Клани поважали один одного, але одного разу від мудреця і відьми народилася дитина, що було заборонено. Мудрець був вигнаний, а відьму кинули до в'язниці. Однак, їхня дочка Цереза залишилася в клані Умбра, хоч і стала там аутсайдером. Єдина подруга Церези Жанна згодом мусила очолити клан Умбра і довести свою вірність в поєдинку з Церезою.
Клани володіли магічними скарбами, «Очима світу» (окремо названі «Ліве око» і «Праве око»), щоб спостерігати за світом і часом. Побоюючись, що Цереза буде використана мудрецями для поєднання Раю, Пекла і світу людей, Жанна запечатала Церезу в труні на дні озера на 500 років. Після цього відбулася війна між кланами «Умбра» і «Люмен», в результаті якої мудреці під проводом лідера Бальдра винищили (як вважалося) всіх відьом.
Коли 500 років минуло, Цереза пробудилася від сну і опинилася в сучасному світі, нічого не пам'ятаючи про своє минуле. Взявши ім'я Байонетта, відьма почала пошуки інформації про минуле і «Очі світу», одним з яких вона вважала свій медальйон, зазнаючи при цьому нападів янголів різних видів, котрі служать залишкам «Люмена».

### Події гри
З того часу як Байонетта прокинулася від сну минуло 20 років. Вона зі своїм інформатором на ім'я Енцо зустрічається на кладовищі з Родайном, барменом «Воріт Пекла», б'ючись з янголами, що саме з'являються там аби знищити відьму. Здолавши противників, відьма повертається в місто на розбитому в ході бійки автомобілі Енцо. Дорогою Енцо згадує про другу половину «Очей світу». Байонетта вирішує знайти її в надії повернути втрачені спогади, оскільки кожне Око дозволяє бачити тільки половину часу. В цей час в місті падає літак, з якого вириваються янголи (коротке відео про перетворення членів Люмена на них передує сцені на кладовищі), але їх знищує інша відьма в червоному.
Байонетта протистоїть цій відьмі з клану «Умбра» на ім'я Жанна. Від Родайна Байонетта дізнається про особливість міста Вігрід — воно лежить однаково близько до Раю і Пекла. Зустрівши Жанну вдруге, вона пригадує свою дуель з нею в минулому. Згодом відьма знайомиться з молодим журналістом на ім'я Лука, котрий звинувачує Байонетту в смерті свого батька, коли та піднялася з озера. Байонетта після цього перемагає послану з Раю істоту, втілення чесноти Хоробрість (Fortitudo), яка переслідує її.
Прямуючи через потойбічні Долини Сонця і Місяця, поєднані воротами з Вігрідом, Байонетта застає Жанну за розмовою з Помірністю (Temperantia), другою з головних чеснот; після перемоги над Жанною, вона зустрічає загублену дівчинку, яка називає себе Церезою. На подив Байонетти, дитина впевнена, що відьма її мати і слідує за нею. Повернувшись в світ людей, Байонетта залишає Церезу з Лукою, який тепер думає, що Байонетта вбила і її батьків. Її атакує чеснота Помірність, яку відьма перемагає. Продовжуючи свій пошук Правого ока, Байонетта наздоганяє Луку і Церезу на мосту до Острова Сонця. Вона зазнає нападу Справедливості, третьої чесноти, та переміщується в Рай. Байонетта знаходить статуетку з написом «Жанна і Цереза» і продовжує шлях Раєм. Тим часом Лука, подружившись з Церезою, повірив, що та її мати. Цереза дає йому подивитися крізь свої окуляри, які показують битву Байонетти з янголами на тому ж місці перед ними, але в іншому вимірі — Раю. Та через близькість Вігріду до Раю і Пекла бійка проявляється і в місті, що змушує Луку з дівчинкою тікати. Відьма перемагає Справедливість, але скоро всіх атакує Розсудливість. Байонетта вирушає за нею на літаку «Валькірія».
Там же виявляється і Жанна. Лука з Церезою наздоганяють впалу в море «Валькірію» на вертольоті. Байонетта перемагає чесноту Розсудливість та застрибує на вертоліт. На підльоті до острова вертоліт збиває ракета, та всі застрибують на іншу ракету, якою Байонетта керує. Коли вони досягають острова, Байонетта стикається з Жанною знову. Та пояснює, що Байонетта народилася від відьми «Умбра» і мудреця «Люмен». Такі зв'язки знаходилися під забороною, оскільки дитина поєднувала в собі сили Світла і Темряви, загрожуючи обом кланам. Байонетта перемагає Жанну, яка розкриває, що запечатала Церезу аби не дати здійснитися плану Бальдра створити новий світ, з'єднавши Очі світу. Тому Жанна і атакувала Байонетту тепер, намагаючись не допустити її до другого Ока. Закінчивши говорити, Жанна потрапляє у вибух, а Байонетта з Лукою і Церезою піднімаються в башту Бальдра, під проводом якого колись були винищені відьми.
Після досягнення вершини Байонетта зустрічається Отцем Бальдром, останнім з мудреців «Люмена». Бальдр доводить, що він є батьком Байонетти, і планує з'єднати три світи (Рай, Пекло і світ людей) задля створення нового світу, воскресивши Юбілеуса (Jubileus), Творця цих світів. Байонетта і є Оком світу, але не могла б бути використана, не пам'ятаючи свого минулого. Щоб повернути спогади, Бальдр переніс з минулого її ж, Церезу, в сучасність і підлаштував зустріч з Байонеттою — дорослою Церезою. Коли Бальдр насміхається з Луки, що вб'є його, як вбив і його батька, Лука накидається на Бальдра, але той скидає його з башти.
Врятувавши Луку, Байонетта користується часовим порталом Бальдра, щоб повернути Церезу в її час, запевнивши, що все було сном. Але при цьому її пам'ять повністю відновлюється і відьма стає справжнім Оком світу. Бальдр, який теж є Оком, поміщає себе і дочку в статую Юбілеуса, починаючи його пробудження. Жанна, яка насправді вижила, бореться з ожилою статуєю, що злетіла високо над світом, та розбиває її.
Уламки статуї падають на Землю разом з Байонеттою і Жанною. В епілозі повторюється сцена з початку на кладовищі, але тепер там є Лука, а Байонетта з Жанною продовжують битися з янголами.